# Джордже Андреєвич-Кун
Джордже Андреєвич-Кун (31 березня 1904 — 17 січня 1964) — сербський художник і академік. Він розробив Герб міста Белграда і Герб Соціалістичної Федеративної Республіки Югославії та югославські ордени та медалі (разом з Антуном Августинчичем).

## Життя
Джордже народився у родині, де батько був серб, а мати — німкеня. Більшу частину освіти він здобув у Берліні та Белграді. Він був випускником «Белградської академії мистецтв». Потімі навчався в Італії (1926—1928) та Парижі, Франція (1928—1929). У 1931 році його дизайн виграв Першу премію за Герб міста Белграда, яким він є і сьогодні. У 1931 і 1932 рр. мав моноспектаклі в Белграді, Загребі та Новому Саді. У 1934 році він приєднався до формування групи «Живот» югославських художників. Його набір гравюри на дереві «Криваве золото» було видано в 1937 році. Він воював з Міжнародними бригадами в Громадянській війні в Іспанії, під час якої в 1939 році був виданий його ксилографічний набір «За свободу». Наступного року він видав свою збірку «Ескізи, малювання та дослідження» (Skice, crtezi, studije) в Іспанії. З 1941 по 1945 рік він був учасником сил «Національного визволення Югославії».

## Відзнаки
У 1946 р. його малюнки «Партизани» були нагороджені премією Югославської Федерації за графіку, а в 1949 р. — його олійна робота «Свідки жаху» (Svedoci užasa) — премією Югославської Федерації за живопис . У 1951—1953 роках належав до незалежників (Самостальних). У 1945 році він приєднався до факультету в якості професора «Академії вишуканих мистецтв» у Белграді, а з 1959 по 1963 рік був деканом кафедри образотворчих мистецтв Белградського університету після того, як Академію було включено до університету.
У 1950 році був обраний членом-кореспондентом «Академії мистецтв і наук», а в 1958 році — дійсним членом. З 1957 по 1960 рік — президент Югославської федерації художників. У роки, що настали після Другої світової війни, він проводив виставки в Белграді (1953 та 1959), Крагуеваці, Чачаку, Ніші, Скоп'є, Земуні та Сомборі, а також у Берліні в 1963.
Понад 60 картин знаходяться в музеях країни та за кордоном, приблизно стільки ж належить державним установам та підприємствам, а решта — у приватних колекціях. Перераховано понад 1000 малюнків; більшість з них знаходиться в музейних колекціях.
Джордже Андреєвич-Кун помер 17 січня 1964 року в Белграді .

## Суперечка
Під час широких чисток під егідою більшовиків у Белграді після звільнення міста від німецько-фашистських німців Радянською Червоною Армією та очолюваними комуністами югославськими партизанами, 40-річний Андреєвич-Кун та його дружина Нада переїхали в квартиру, що належала живописцю Бранку Поповичу Лише через кілька днів до того Поповича стратили нові комуністичні влади.

## Галерея

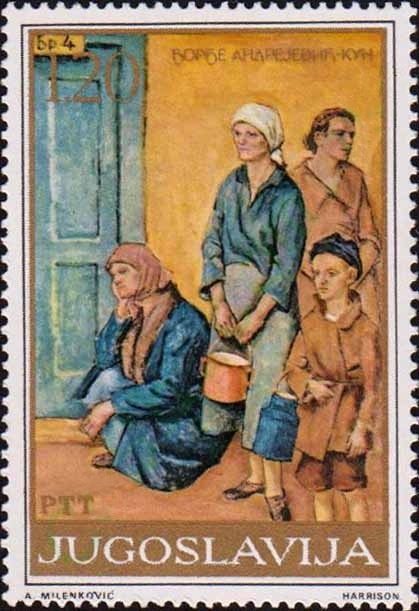
Громадська кухня No4
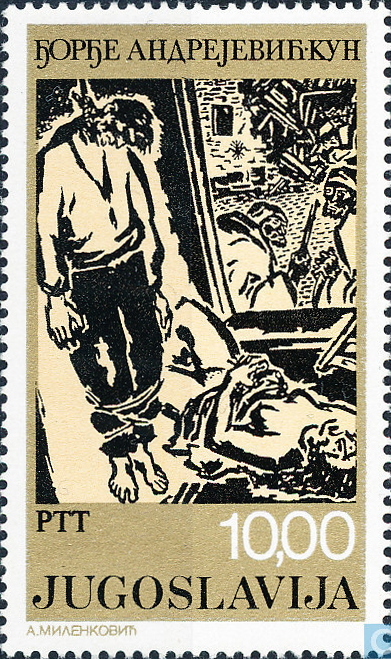
Підвішений чоловік і згвалтована жінка